# El Daví
El Daví és una obra del municipi de Sant Llorenç Savall (Vallès Occidental) protegida com a bé cultural d'interès local.

## Descripció
Masia de la vall de Mur, situada al fons d'aquesta, sota la paret de la Morella. Consta de planta baixa, pis i golfes amb la teulada a dues aigües. Les obertures són allindanades i poc nombroses.

## Història
Aquesta masia està documentada des del segle xii. La seva època més prospera va ser als segles xvi i xvii, moment en què incorporà alguns masos rònecs de la vall de Mur. La casa va ser molt restaurada cap a finals del segle xix i inicis del xx.